# Wildenberg (Bawaria)
Wildenberg – miejscowość i gmina w Niemczech, w kraju związkowym Bawaria, w rejencji Dolna Bawaria, w regionie Ratyzbona, w powiecie Kelheim, wchodzi w skład wspólnoty administracyjnej Siegenburg. Leży około 20 km na południe od Kelheim.

## Dzielnice
W skład gminy wchodzą następujące dzielnice: Wildenberg, Pürkwang, Schweinbach, Irlach, Willersdorf i Eschenhart.

## Demografia
| Rok  | Liczba mieszk. |
| ---- | -------------- |
| 1970 | 1 158          |
| 1987 | 1 068          |
| 2000 | 1 306          |

## Oświata
(na 1999)

W gminie znajduje się przedszkole (50 miejsc i 47 dzieci) oraz szkoła podstawowa (3 nauczycieli, 71 uczniów).